# Hollinoidea
De Hollinoidea zijn een superfamilie van uitgestorven kreeftachtigen uit de klasse van de Ostracoda (mosselkreeftjes).

## Families
- Cherskiellidae †
- Ctenoloculinidae Jaanusson & Martinsson, 1956 †
- Ctenonotellidae Schmidt, 1941 †
- Egorovellidae †
- Euprimitiidae †
- Hollinellidae Bless & Jordan, 1971 †
- Hollinidae Schwartz, 1936 †
- Soanellidae †
- Tvaeronellidae †